# Дендрарий (Курник)
Дендрарий в Курнике — расположен в гмине Курник, Познанский повят, Великопольское воеводство, Польша. Дендрарий является крупнейшим и старейшим в Польше и четвёртым по величине коллекции в Европе.
На площади более 40 гектаров расположено более 3300 таксонов деревьев и кустов, в том числе много экзотических.
Дендрарий с Курницким замком внесён в реестр памятников Польши под номером 116/А. С 11 июля 2011 года замково-парковый комплекс вместе с приходским костёлом (некрополем владельцев) был внесён президентом Польши в список памятников истории Польши.

## Краткие сведения
Дендрарий был основан в первой половине XIX века вокруг Курницкого замка его владельцем, графом Адамом-Титом Дзялынским. Эта работа была продолжена его сыном Иоанном Дзялынским и внуком Владиславом Замойским. Сначала это был сад во французском стиле, который был основан Теофилией Дзялинской (пол. Teofila Działyńska Szołdrską-Potulicka). Теофилия создала сад после развода со своим мужем Александром Потулицким.
Коллекция дендрария включает многовековые деревья местных пород липы, бука и дуба, а также экзотические экземпляры возрастом более ста лет — магнолия длиннозаострённая, пихта кефалинийская и таксодиум двурядный со специальными корнями-пневматофорами (старейшие в Польше).

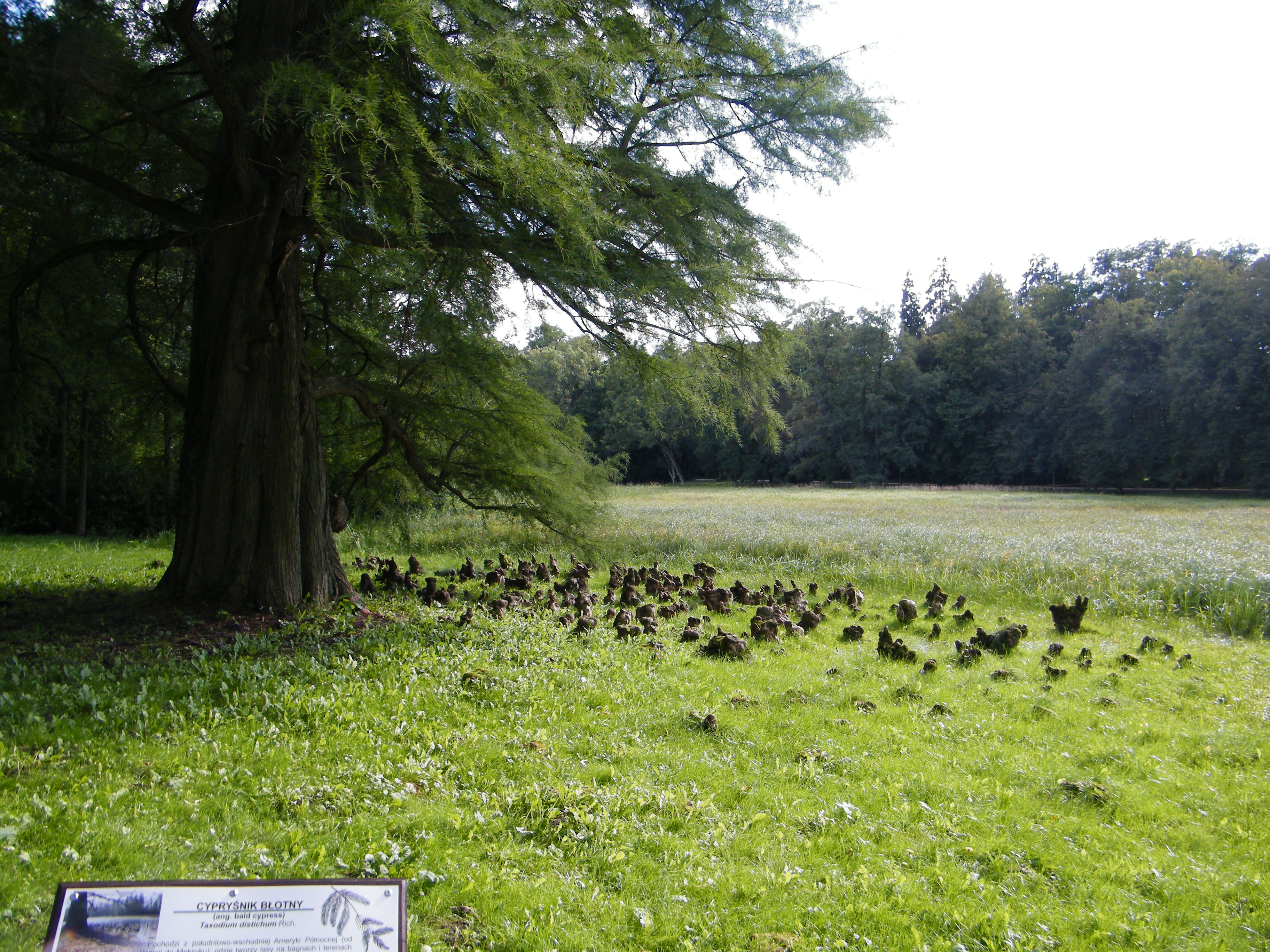
Таксодиум двурядный
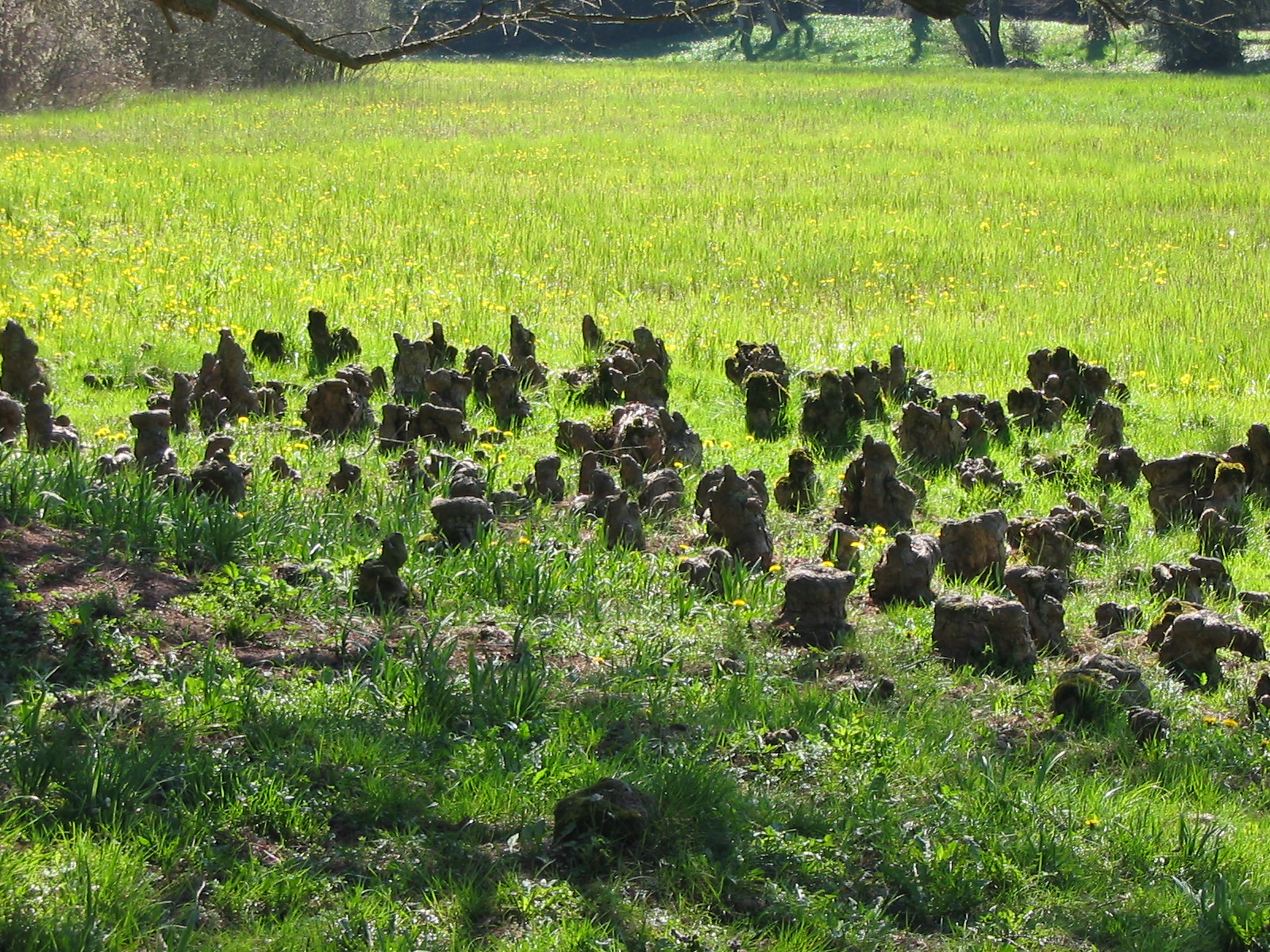
Пневматофоры кипариса болотного
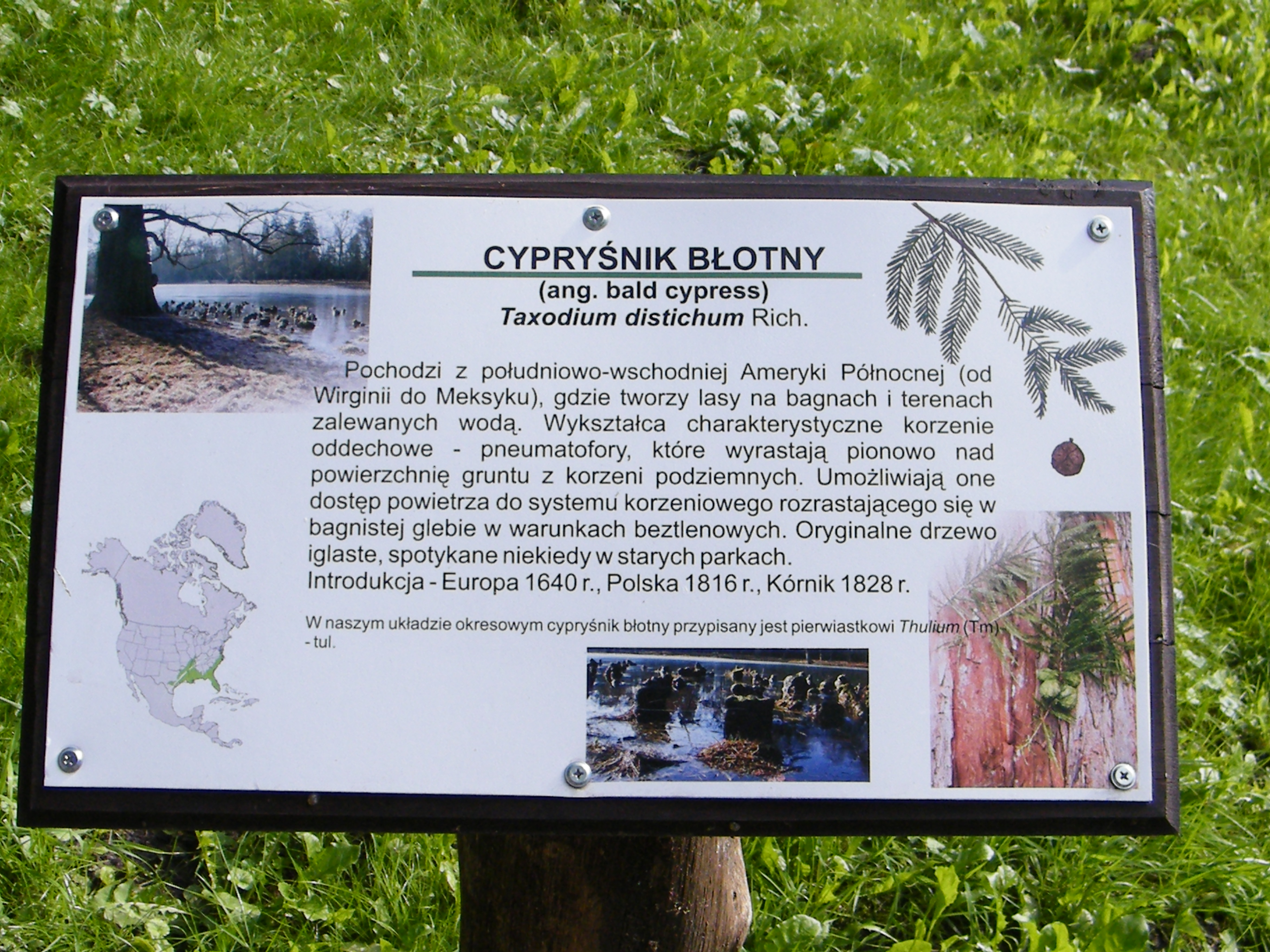
Информационная табличка

Есть также коллекции берёзы, яблонь и вишен, декоративные кустарники: сирень, форсайтия, спирея, рододендрон и азалия. В Курнике акклиматизированы такие виды, как пихта корейская, туя западная (сорт aurescens), пихта Вича. Новые и старые виды и сорта деревьев и кустарников размножают в местных питомниках.
В настоящее время в дендрарии в Курнике находится польский Институт дендрологии с экспериментальными садами и дендрологическим музеем.

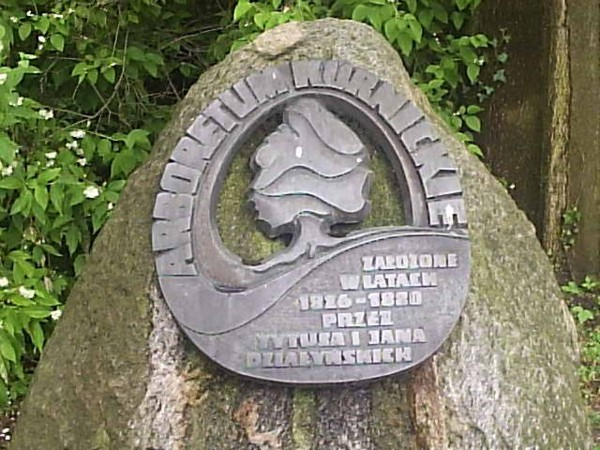
Памятная табличка, посвящённая основателю дендрария Адаму-Титу Дзялынскому
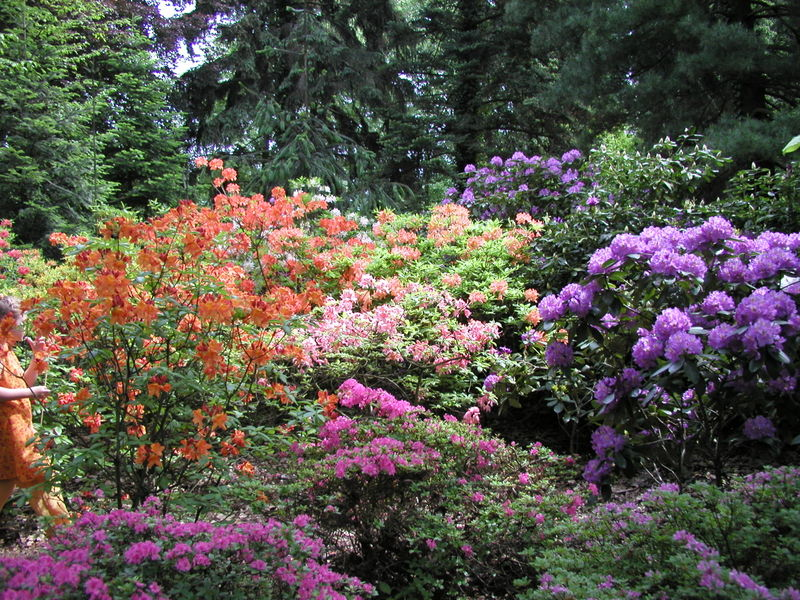
Коллекция рододендронов
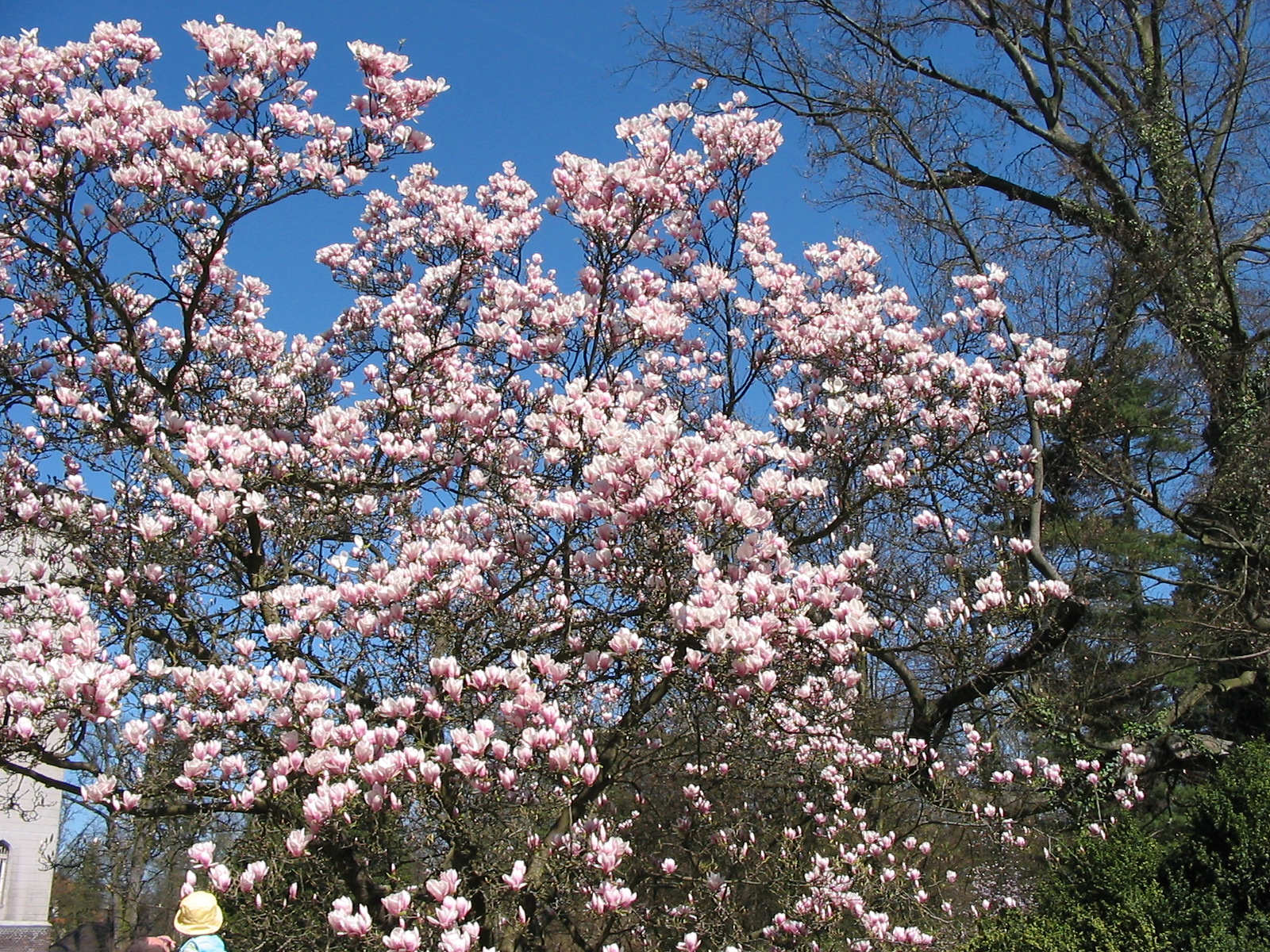
Магнолия за Курницким замком
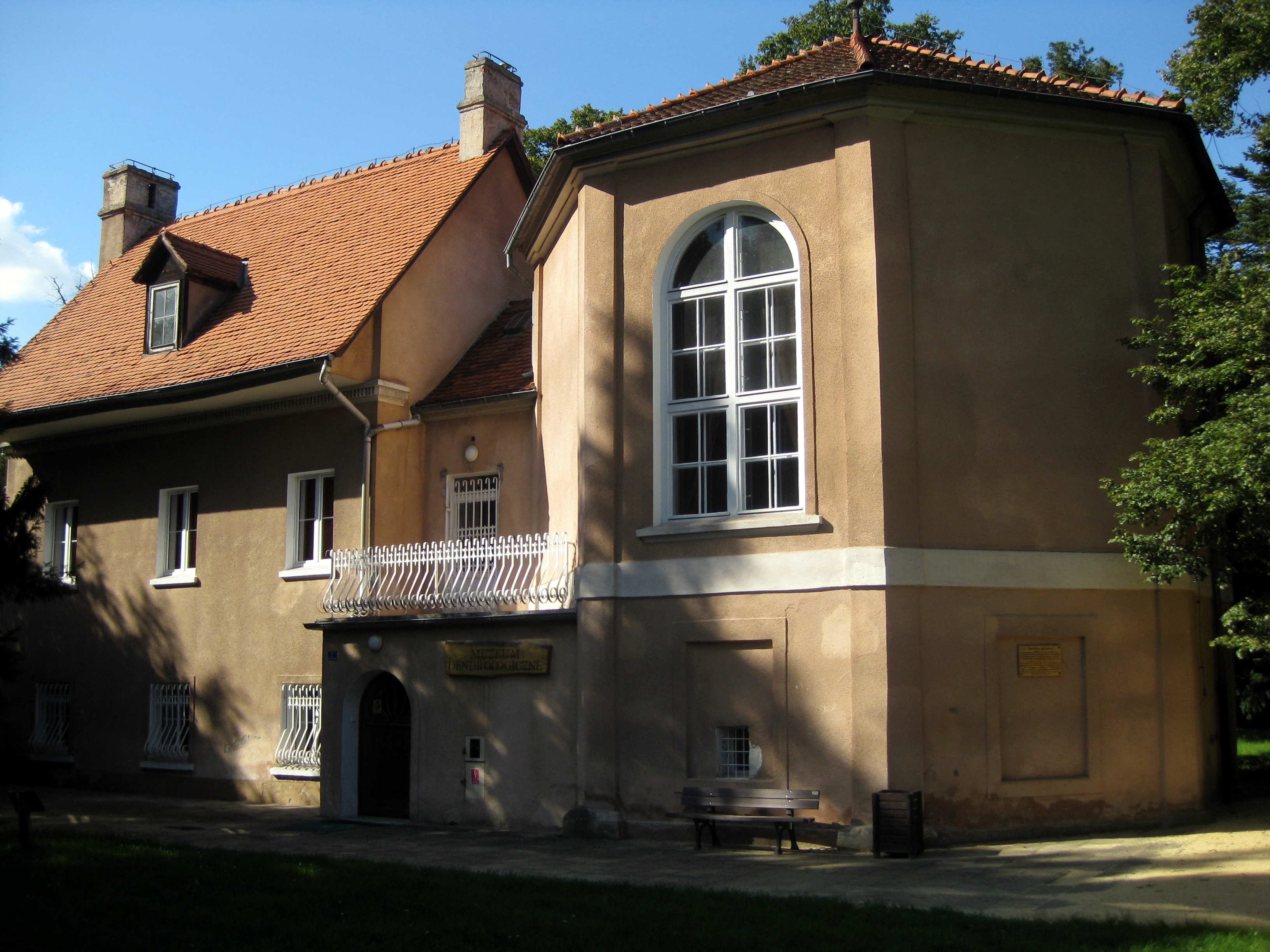
Дендрологический музей
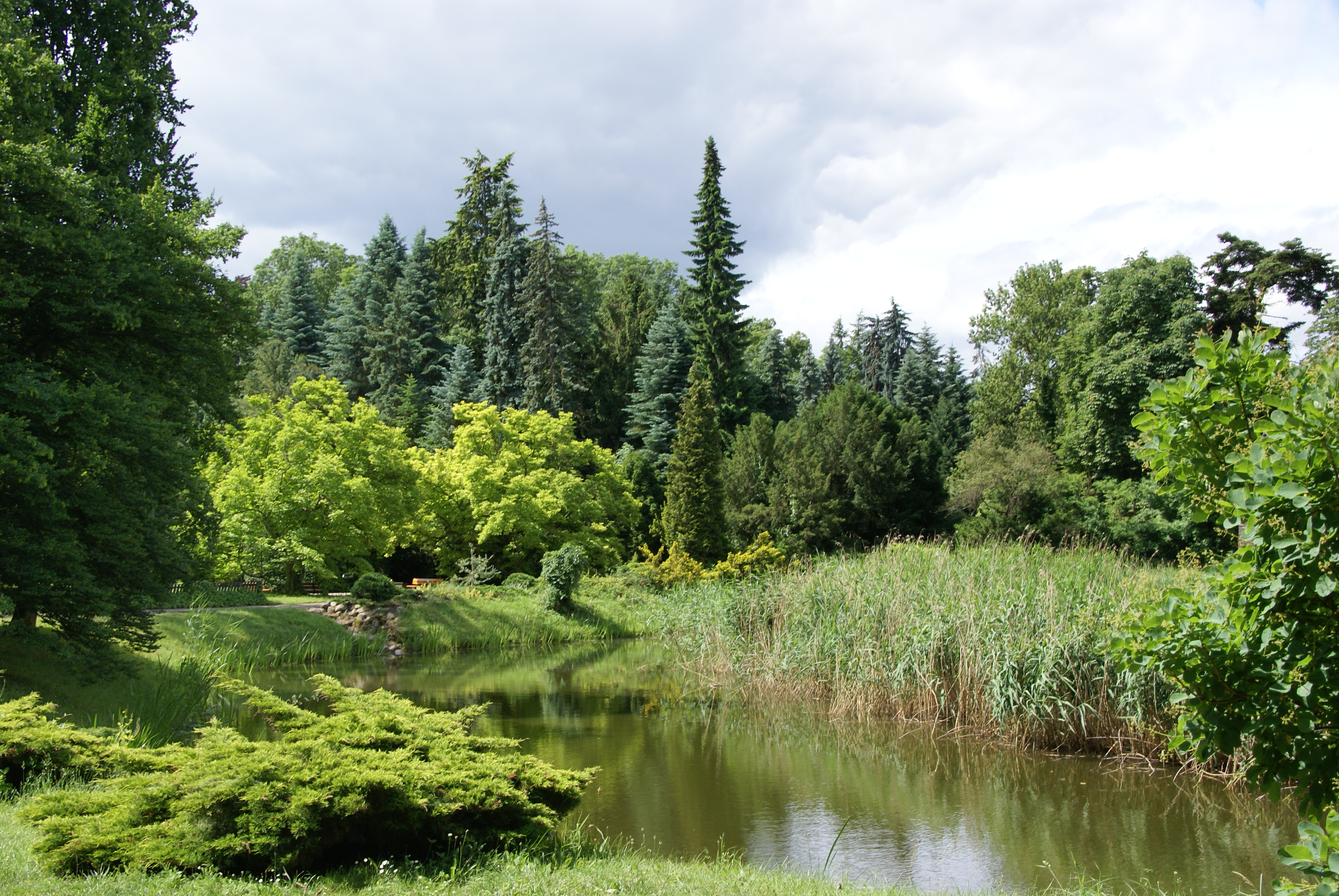
Коллекция деревьев на фоне пруда